# 東電物流
東電物流株式会社（とうでんぶつりゅう、英: TEPCO LOGISTICS CO.,LTD.）は、東京電力グループの物流会社である。主に、電柱や送電線など配電用資材等の輸送・保管を行う。

## 主な事業
- 電柱や送電線、柱上変圧器など配電用資材等の輸送・在庫管理

古河電気工業と共同で、ケーブル用プラスチックドラムのリユースシステムを構築している。
- 特別管理産業廃棄物輸送（主にPCB混入柱上変圧器）
- ケーブル用プラスチックドラムのレンタル・販売
- 通関業